# Pinealocytom
Pineocytom nebo pinealocytom je benigní, pomalu rostoucí tumor epifýzy.

## Diagnóza a léčba
Nález lze určit pouze histologicky z mozkové tkáně. Tlak na kmen v oblasti tekta se projeví Parinaudovým syndromem. Na CT lze nalézt hypodenze s kalcifikacemi v oblasti glandula pinealis. Léčba je radiologická a chemoterapie; 75 % případů má pětileté přežití.